# Stelis scansor
Stelis scansor är en orkidéart som beskrevs av Heinrich Gustav Reichenbach. Stelis scansor ingår i släktet Stelis och familjen orkidéer. Inga underarter finns listade i Catalogue of Life.